# José María Ortiz de Mendíbil
José Maria Ortiz de Mendibil Monasterio (Portugalete, 11 agosto 1926 – Algorta, 5 settembre 2015) è stato un arbitro di calcio spagnolo.

## Carriera
Durante gli anni Sessanta è stato considerato come uno dei più affidabili direttori di gara internazionali, grazie al costante utilizzo nelle gare più importanti dei principali tornei.
Di professione manager commerciale, debutta nella Liga iberica nel 1955, e di lì a tre anni assume i gradi di arbitro internazionale.
Il consuntivo finale della carriera lo avrebbe visto con un totale di 33 presenze in gare ufficiali all'estero, mentre a livello nazionale figura ancora al terzo posto nella graduatoria dei più presenti in campionato, dietro a Manuel Enrique Mejuto González ed a Daniel Zariquiegui.
Ecco le finali più rilevanti ottenute durante l'attività sui campi:
- nel 1964 dirige lo spareggio finale di Coppa Intercontinentale tra Independiente ed Inter;
- nel 1968 arbitra prima la finale di Coppa delle Coppe tra Milan ed Amburgo e, successivamente, viene convocato per la fase finale degli Europei di calcio in Italia: oltre alla semifinale Jugoslavia-Inghilterra, visto il risultato di parità della finalissima di Roma tra jugoslavi e Italia (arbitrata dallo svizzero Gottfried Dienst), gli tocca la finale-ripetizione, poi vinta dagli azzurri;
- nel 1969 ha l'onore di dirigere la finale del torneo per club più prestigioso, la Coppa dei Campioni, che vede opposte Milan e Ajax;
- nel 1970 si colloca l'unica partecipazione ai Mondiali di calcio, tutta da incorniciare: oltre a Germania Ovest-Bulgaria, è protagonista della semifinale di marca sudamericana tra Brasile e Uruguay;
- nel 1972 arriva l'ennesimo attestato di stima, con la designazione, per la seconda volta, in occasione della finale di Coppa delle Coppe tra Rangers Glasgow e Dinamo Mosca.
Vanta anche la direzione in tre semifinali di Coppa delle Coppe (1966, 1968 e 1970) e in due semifinali di Coppa dei Campioni (1965 e 1971): memorabile la semifinale di ritorno del 1965 tra Inter e Liverpool, passata alla storia per la convalida della seconda rete interista dello spagnolo Joaquín Peiró, che approfittò di una distrazione del portiere inglese, sottraendo la palla in possesso dell'estremo difensore, da dietro con la punta del piede, mentre palleggiava, ma senza toccarlo.
Nel 1973 termina la lunga carriera.

### Fonti
- El Mundo Deportivo del 20 maggio 1992, su hemeroteca.elmundodeportivo.es.